# Московская конференция (1944)
Четвёртая Московская конференция, в англоязычной историографии англ. Tolstoy Conference (по кодовому названию «Толстой»), также известная как второй визит Черчилля в Москву, проходила с 9 по 19 октября 1944 года между основными союзниками во Второй мировой войне.
Главными представителями СССР на конференции были советский вождь И. Сталин и министр иностранных дел СССР В. Молотов. Основными представителями Великобритании были премьер-министр У. Черчилль и британский министр иностранных дел Э. Иден.
Также присутствовал начальник Генерального штаба Соединённого королевства, фельдмаршал сэр Алан Брук, посол США в СССР Аверелл Гарриман и глава военной миссии США в Москве, генерал-майор Джон Рассел Дин, выполнявшие функцию наблюдателей. Также на конференции были делегации как от лондонского польского правительства в изгнании, так и от Польского комитета национального освобождения, базировавшегося в Люблине.
Вопросами, которые обсуждались на конференции, были вступление Советского Союза в войну против Японии, послевоенный раздел Балкан в форме предполагаемого Соглашения о процентах и будущего Польши. Британцы также согласились вернуть в Советский Союз всех без исключения бывших советских граждан, которые были освобождены из немецкого плена.